# Transport Layer
Transport Layer est une constellation de satellites de télécommunications militaires américains dont l'objectif est de relayer les données des satellites d'alerte précoce Tracking Layer, dont le déploiement doit débuter fin 2022 et qui circuleront sur une orbite basse, ainsi que les données de quatre satellites d'alerte précoce (désignation non figée en 2022) circulant sur une orbite moyenne. Il est prévu de maintenir en orbite plus d'une centaine de satellites Transport Layer de deux types différents : les satellites de type A disposeront de quatre systèmes de communication intersatellites optiques (laser) leur permettant de communiquer avec les satellites d'alerte précoce en orbite basse et en orbite moyenne tandis que les satellites de type B disposeront de deux systèmes de communication intersatellites optiques ne pouvant relayer que les données des satellites en orbite basse ainsi que deux systèmes de communication utilisant la liaison 16 pour communiquer avec les systèmes de défense à Terre. Cette constellation fait partie du dispositif en cours de déploiement pour contrer la nouvelle menace constituée par les missiles hypersoniques développés par la Russie et la Chine.

## Contexte

### Une nouvelle architecture du segment spatial de la défense des États-Unis: la NSDA
En 2019, la Space Development Agency est créée pour développer une nouvelle architecture du segment spatial de la défense des États-Unis baptisée National Defense Space Architecture. Celle-ci doit être constituée de satellites à bas coût facilement remplaçables. Ceux-ci sont répartis en sept couches distinctes constituées de satellites remplissant chacune des fonctions différentes (télécommunications, détection, navigation, etc.). Certaines de ces couches comprendront de 200 à 400 satellites.

### Apparition de la menace des missiles hypersoniques
La Chine et la Russie développent ces dernières années des missiles circulant à des vitesses hypersoniques (à plus de Mach 5 contrairement aux missiles de croisière qui se déplacent à une vitesse inférieure à la vitesse du son) et sont capables d'emporter une arme nucléaire. Leur manœuvrabilité est susceptible de mettre en échec les systèmes de détection et de défense des États-Unis conçus pour intercepter des missiles balistiques certes plus rapides mais dont les trajectoires peuvent être prédites. La Chine a testé en 2021 un missile de ce type et la Russie a utilisé ce type de missile (avec une charge militaire classique) durant le conflit avec l'Ukraine en 2022. Les États-Unis ont décidé de développer un système capable de détecter ce nouveau type de missile. Celui-ci repose sur des deux des couches de la NSDA : une constellation de satellites d'alerte précoce circulant en partie sur une orbite basse et en partie sur une orbite moyenne (Tracking Layer) et une constellation de satellites chargés de relayer l'information vers la Terre (Transport Layer).

## Historique
Fin août 2020, la Space Development Agency (SDA), agence rattachée au département de la Défense des États-Unis et chargée des affaires spatiales touchant à la sécurité du pays, passe un contrat pour le développement de la première tranche (tranche 0) de la constellation Transport Layer qui doit permettre de mettre au point le système. Lockheed Martin doit fournir dix satellites pour un montant de 187,5 millions de dollars tandis que York Space Systems fournira également dix satellites pour une somme de 94 millions de dollars. Chacune des sociétés fournit sept satellites de type A et trois satellites de type B. Les satellites de type A disposeront de quatre systèmes de communication intersatellites optiques (laser) leur permettant de communiquer avec les satellites d'alerte précoce en orbite basse et en orbite moyenne tandis que les satellites de type B disposeront de deux systèmes de communication intersatellites optiques ne pouvant relayer que les données des satellites en orbite basse ainsi que deux systèmes de communication utilisant la liaison 16 pour communiquer avec les systèmes de défense à Terre. Il est prévu que les satellites soient lancés en 2023.
Une deuxième commande est passée par l'agence SDA en février 2022 pour la réalisation de 126 satellites supplémentaires constituant la tranche 1 de la constellation. Trois sociétés sont sélectionnées, chacune devant fournir 42 satellites d'ici 2024 : Northrop Grumman pour un montant de 692 millions de dollars, Lockheed Martin pour un montant de 700 millions de dollars et York Space pour un montant de 382 millions de dollars. Ces satellites doivent être placés sur quatre plans orbitaux distants à une altitude de 950 kilomètres. Le premier lancement doit intervenir en avril 2025. Les 126 satellites seront placés en orbite par groupe de 21 (six lancements en tout).

## Déploiement en orbite
Les satellites de la tranche 0 de type transport doivent être déployés en même temps que les satellites de type tracking par plusieurs tirs. Pour le premier lancement, qui a lieu le 2 avril 2023, un lanceur Falcon 9 décollant de la base de Vandenberg place huit satellites de type transport et deux satellites de type tracking sur une orbite quasi polaire à une altitude de 1 000 kilomètres avec une inclinaison orbitale de 80°.
Le second lancement, qui a lieu le 2 septembre 2023, est effectué aussi par une Falcon 9 depuis Vandenberg, qui place 13 satellites en orbite dont deux satellites de type tracking et 11 satellites de type transport.